# ゴードン (車両貨物輸送艦)
ゴードン（USNS Gordon,T-AKR-296）は、アメリカ海軍の輸送艦。ゴードン級車両貨物輸送艦の1番艦であり、RO-RO船である。もともと商船として建造されたが、海軍に買収し、改装が施された後、海軍の軍事海上輸送司令部(MSC)に配属された。

## 概要
ゴードンは1972年にMV Jutlandiaとしてデンマークで建造され、1973年6月1日に民間輸送船として就航した。1984年まで現代重工業が運用し、その後にアメリカ海軍が長期の傭船契約をしている。さらにアメリカ海軍が買収した後、ニューポート・ニューズ造船所にてロールオン/ロールオフ船に改装され、1996年8月23日にゴードン（USNS Gordon)として再就役している。艦名は、名誉勲章受章者ゲイリー・ゴードンにちなむ。
この船は、軍事海上輸送司令部が運用する28の戦略的輸送艦のうちの1隻であり、MSC大西洋急派部隊(MSC Atlantic surge force)として、メリーランド州ボルチモアに配備されている。通常は、待機配備であり、4日の準備期間で物資搭載が可能となる(Reduced Operational Status 4)。